# Yamb
Yamb (även kallat Jamb, Jima eller Džima) är ett public domain tärningsspel som härstammar från Balkan. Spelet påminner om Yatzy och liknande spel, men poängreglerna är mer komplexa. Det spelas med fem tärningar (eller sex, i vissa varianter) och bygger på flera poängkolumner och tärningskombinationer.

## Historia
Det exakta ursprunget för Yamb är oklart, men det utvecklades som en regional variant av tärningsspel som Yahtzee och Yatzy. Spelet blev populärt under mitten av 1900-talet på Balkan, särskilt i sociala sammanhang som kaféer och familjesammankomster. Till skillnad från Yatzy har Yamb förts vidare genom tradition, där poängkort ofta är hemmagjorda eller lokalt tryckta.

## Spelets gång

### Utrustning
Yamb spelas med fem (eller sex) tärningar. Varje spelare har ett poängkort med flera rader (kategorier som representerar olika tärningskombinationer) och kolumner (som representerar olika poängregler).

### Spelets syfte
Målet med Yamb är att få flest poäng genom att fylla i poängkortet med tärningskombinationer. Spelarna turas om att kasta tärningarna och registrera flest möjliga poäng för en given kategori.
Varje spelare får kasta tärningarna upp till tre gånger per tur för att optimera sin tärningskombination. Efter det första kastet kan spelaren välja att behålla valfritt antal tärningar och slå om de resterande. Efter det tredje kastet måste spelaren tilldela sina poäng till en av de tillgängliga kategorierna på poängkortet, även om det innebär att spelaren får noll poäng.

### Rader (poängkategorier)
Poängtabellen är inddelad i två horisontella sektioner:

#### Övre sektionen
- Ettor till sexor: Spelarna får poäng baserat på summan av specifika tärningsvärden (på samma sätt som i Yatzy). Exempel:  kan ge 15 poäng i femmor or 6 poäng i treor. Varje spelare som får 63 poäng i den övre sektionen får en bonus på 30 poäng.

#### Nedre sektionen
- Max och min: Vilken som helst kombination av tärningsvärden. Dessa två kategorier ger poäng motsvarande summan av alla tärningar. För varje separat kolumn beräknas max/min-summan genom att subtrahera poängen i min-kategorin från poängen i max-kategorin och multiplicera resultatet med poängen i ettor-kategorin. Exempel: Om en spelare har 27 poäng i max, 11 poäng i min, och 4 poäng i ettor (alla i samma kolumn), blir max/min-summan för den kolumnen: (27 - 11) * 4 = 64 poäng.
- Två par: Två olika par. Poäng: 10 poäng + summan av de två paren.
- Stege (straight eller kenta): Fem nummer i följd, d.v.s  eller . Poäng: 66 poäng om de registreras efter första kastet, 56 poäng efter andra kastet och 46 poäng efter tredje kastet.
- Kåk (full house eller full): Tre lika plus ett par. Poäng: 30 poäng + summan av alla tärningarna.
- Poker: Fyra eller fler tärningar som visar samma nummer. Poäng: 40 poäng + summan av de fyra lika tärningarna.
- Yamb: Fem lika. Poäng: 50 poäng + summan av alla tärningarna.

Poängen för dessa kategorier baseras på tärningarnas totala värde och kan inkludera extra bonusar beroende på kolumnen och spelets variant.

### Kolumner (poängdirektiv)
Yamb har ett unikt inslag med flera kolumner som styr hur poängen kan registreras. Varje tur kan en spelare endast skriva in poäng i en av kolumnerna. Vilka kolumner som är tillgängliga beror på tärningskasten, med undantag för fri-kolumnen (se nedan). Det beror också på tidigare kast, eftersom en kategori endast kan användas en gång per kolumn under spelets gång.

#### Standardkolumner
- Stigande: Spelarna fyller i raderna i numerisk ordning, med start från ettor, därefter tvåor, och så vidare.
- Fallande: Spelarna fyller i raderna i omvänd numerisk ordning, med start från yamb, därefter poker, och så vidare.
- Fri: Vilken som helst oanvänd kategori kan fyllas i när som helst.
- Deklaration: Spelarna måste välja en kategori efter sitt första kast, men innan de gör sitt första omkast.

#### Valfria kolumner
- Sen deklaration: Spelarna måste välja en kategori efter sitt första omkast, men innan deras sista omkast.
- Hand: Kan endast registreras efter det första kastet, det vill säga utan omkast.

Vissa versioner av spelet inkluderar ytterligare kolumner, såsom maximum, mitt och hopp (jump), vilket ökar komplexiteten genom att spelarna måste följa extra poängregler.

### Poängtabell
Yamb-poängkortet är indelat i rader för specifika tärningskombinationer och kolumner som bestämmer hur och när poängen måste fyllas i. Nedan är ett exempel på en typiskt Yambtabell med de fyra standardkolumnerna:
| Kategori      | Stigande | Fallande | Fri | Deklaration |
| ------------- | -------- | -------- | --- | ----------- |
| Ettor         |          |          |     |             |
| Tvåor         |          |          |     |             |
| Treor         |          |          |     |             |
| Fyror         |          |          |     |             |
| Femmor        |          |          |     |             |
| Sexor         |          |          |     |             |
| ÖVRE SUMMA    |          |          |     |             |
| BONUS         |          |          |     |             |
| Max           |          |          |     |             |
| Min           |          |          |     |             |
| MAX/MIN-SUMMA |          |          |     |             |
| Två par       |          |          |     |             |
| Kenta (stege) |          |          |     |             |
| Kåk           |          |          |     |             |
| Poker         |          |          |     |             |
| Yamb          |          |          |     |             |
| KOLUMNSUMMA   |          |          |     |             |
| TOTAL SUMMA   |          |          |     |             |

I Stigande-kolumnen måste spelarna fylla i sina poäng i numerisk ordning, med start från ettor och avslut med yamb.
I Fallande-kolumnen fyller spelarna i sina poäng i omvänd ordning, med start från yamb och uppåt till ettor.
Fri-kolumnen tillåter spelarna att fylla i vilken kategori som helst i valfri ordning.
I Deklaration-kolumnen måste spelarna välja vilken kategori de siktar på innan de kastar om tärningarna.

## Variationer
Flera varianter av spelet förekommer i olika regioner:
- Antal tärningar: Vissa versioner använder sex tärningar, medan andra använder fem.
- Enspelarläge: Yamb kan spelas som ett solospel, där spelaren försöker uppnå flest möjliga poäng.[2]
- Utökade bonusar: Vissa versioner har extra bonusar, till exempel 30 bonuspoäng om spelaren når en summa av 60 poäng i den övre sektionen, 40 bonuspoäng vid 70 poäng, 50 bonuspoäng vid 80 poäng, och så vidare.
- Specialkolumner: Vissa versioner inkluderar ytterligare kolumner, såsom maximum och hopp, vilket kräver att spelarna följer ännu mer komplexa poängregler.

## Utgåvor
- Dexy Co har släppt en femkolumnsversion av spelet under namnet Jamb, med regler på slovenska, ungerska, bulgariska och serbiska.[3]
- N. W. Damm & Søn / Litor /  Egmont (Norge) gav ut spelet i 1999.[4][5]

## Digitala versioner
Yamb finns för flera digitala plattformar. Det finns olika versioner av Yamb som erbjuder både enspelar- och flerspelarlägen, samt varianter med fler kolumner och poängstrategier än det traditionella spelet.

### Onlineversioner med detaljerade regler
- Bezumie erbjuder en onlineversion av Yamb (på engelska och bulgariska) där spelare kan spela med fyra, sex eller åtta kolumner.[6]
- Play Online Dice Games erbjuder en onlineversion av Yamb (på engelska) där spelare kan spela med fyra, sex, åtta eller tio kolumner.[7]

### Andra onlineversioner
- GameGix erbjuder en förenklad onlineversion av Yamb i enspelarläge, där spelare kan spela med endast de fyra standardkolumnerna.[8]
- Yamb.rs erbjuder en onlineversion av Yamb (på engelska) där spelare kan spela med fem eller sex tärningar och välja mellan fyra, fem, sju eller tio kolumner. Reglerna finns på bosniska.[9]
- eUgovor erbjuder en onlineversion av Yamb (på engelska) där spelare kan spela med de fyra standardkolumnerna.[10]
- igre.games erbjuder en onlineversion av Yamb (på engelska) där spelare kan spela med de fyra standardkolumnerna.[11]
- yamb.fun erbjuder en onlineversion av Yamb på engelska och serbiska, där spelare kan spela med sex kolumner och använda fem eller sex tärningar.[12]

### Mobilappar
- 26 Games erbjuder tre versioner av Yamb för Android, på engelska och kroatiska: Yamb,[13] Yamb Multiplayer,[14] och Yamb PRO.[15]
- APKPure har flera mobilappar tillgängliga för Android-enheter som erbjuder en digital version av Yamb, med funktioner såsom offline-spel och anpassningsbara regler.[16][17][18][19][20]
- BitPerBit erbjuder Yamb Forever (tillgänglig för Android).[21]

### Äldre digitala utgåvor
- Moby Games släppte Professional Yamb 1992.[22]
- Dusan Vuckovic släppte en Windowsapplikation, winYAMB, 2005.[23]